# 杰弗里·弗莱彻
杰弗里·肖恩·弗莱彻（Geoffrey Shawn Fletcher，1970年10月4日—）是美国电影导演、编剧，并担任哥伦比亚大学和纽约大学提斯克艺术学院教授。作为电影《珍爱人生》的编剧，弗莱彻获得奥斯卡最佳改编剧本，成为获得此奖项的第一个非裔美国人。   2010年9月，弗莱彻开始拍摄自己原创剧本的导演处女作《紫罗兰与雏菊》。

## 早年生活
弗莱彻出生在康涅狄格州新伦敦，是老阿尔丰斯·弗莱彻和贝蒂·R·弗莱彻三个孩子之一。他其他的两个兄弟是小阿尔丰斯·弗莱彻和陶德·弗莱彻。在杰弗里·弗莱彻完成乔特罗斯玛丽霍尔学校中等教育之前，他进入沃特福德高中学习。 之后，弗莱彻从哈佛学院心理学毕业，之后在纽约大学提斯克艺术学院获得艺术硕士（MFA）学位。
他自编自导的学生电影作品《Magic Makers》参加了一些电影节的展映，并引起导演 约翰·辛格顿的注意。

## 职业生涯
虽然在创作自己的作品，但弗莱彻在许多年内做了不同职位的临时雇员。最终他被纽约大学提斯克艺术学院和哥伦比亚大学聘为辅教授。2006年，制片人李·丹尼斯看了《Magic Markers》并邀请弗莱彻改编非裔女作家Sapphire原著的小说《推》，也就是后来电影《珍爱人生》。
以对“艺术家热情奉献”和“认真对待他们的技艺”的丹尼尔斯， 在确定弗莱彻之前，根据《综艺》文章报道的包括弗莱彻在内的“十个电影编剧的明日之星”考虑过几个作家。
弗莱彻由美国创新艺人经纪公司（CAA）经纪人比利·霍金斯、布莱恩·西柏瑞和克里斯·提尔代理。

### 《珍爱人生》
“《推》是一部勇敢的作品”，丹尼尔斯说，“并且杰弗里将他的文雅融入其中。这是一个女人的故事，但他以一个男人最优雅的方式写了剧本。他就是一出优雅别致的戏。”
以手中心爱的剧本，丹尼尔斯之后吸引了一个强大的团队，包括：奥普拉·温弗瑞、泰勒·派瑞和狮门影业。影片最终在颁奖季引起追捧，入围并获得多个奖项，包括奥斯卡金像奖的六个提名。《珍爱人生》在圣丹斯电影节首映并获得三项大奖，影片成为第一部同时在圣丹斯和多伦多两大影展获得观众选择奖的影片。 《珍爱人生》2009年11月公映后票房报捷，收获了首周每块银幕10万美元的票房。《时代周刊》评价“之前只有《追梦女郎》和《断背山》取得的佳绩”。

### 《阿提卡》
2010年2月16日，弗莱彻与导演道格·李曼宣布二人将合作拍摄一部关于1971年阿提卡州监狱暴动的影片。 弗莱彻在一个声明里说“与优秀的导演道格·李曼合作，家庭背景使他与这个项目结合在一起，我希望用当下的语言传达保护每个人权利的价值观，并来创作一个重新审视我们国家历史上这个戏剧化的十字路口事件的机会。”

## 获奖与提名
| 获奖与提名 |                              |                |                  |          |
| 年份       | '评奖名称                    | 奖项类别       | 入围作品         | 评奖结果 |
| 1996年     | 美国导演工会学生电影奖       |                | 《Magic Makers》 | 提名     |
| 2009年     | 第14届卫星奖                 | 最佳改编剧本   | 《珍爱人生》     | 獲獎     |
| 2009年     | 第8届华盛顿影评人协会奖      | 最佳改编剧本   | 《珍爱人生》     | 提名     |
| 2009年     | 第4届女电影记者联盟奖        | 最佳改编剧本   | 《珍爱人生》     | 提名     |
| 2009年     | 第3届休斯顿影评人协会奖      | 最佳剧本       | 《珍爱人生》     | 提名     |
| 2009年     | 第14届福罗里达影评人协会奖   | 最佳改编剧本   | 《珍爱人生》     | 提名     |
| 2009年     | 第10届黑盘奖                 | 最佳剧本       | 《珍爱人生》     | 獲獎     |
| 2010年     | 第82届奥斯卡金像奖           | 最佳改编剧本   | 《珍爱人生》     | 獲獎     |
| 2010年     | 独立精神奖                   | 最佳剧本处女作 | 《珍爱人生》     | 獲獎     |
| 2010年     | 第41届有色人种促进协会想象奖 | 最佳电影编剧   | 《珍爱人生》     | 獲獎     |
| 2010年     | 非裔美国人影评人协会奖       | 最佳剧本       | 《珍爱人生》     | 獲獎     |
| 2010年     | 第23届南加州大学编剧奖       | 最佳编剧       | 《珍爱人生》     | 提名     |
| 2010年     | 第62届美国编剧工会奖         | 最佳改编剧本   | 《珍爱人生》     | 提名     |
| 2010年     | 第63届英国影艺学院奖         | 最佳改编剧本   | 《珍爱人生》     | 提名     |

## 相关链接
- IMDb杰弗里·弗莱彻专题 （页面存档备份，存于）